# الکل و سرطان پستان

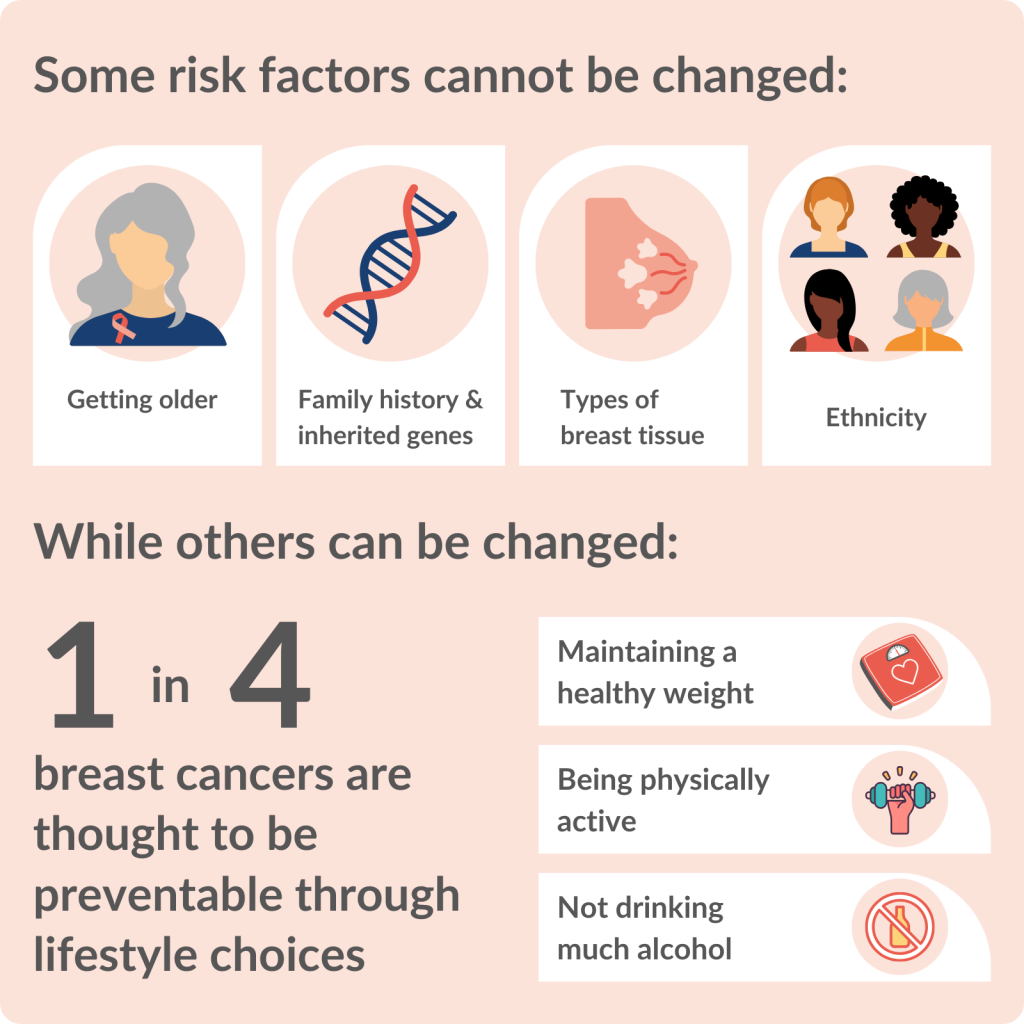
الکل یک عامل خطر است که می‌توان آن را حذف کرد

رابطه بین الکل و سرطان سینه واضح است: نوشیدن نوشیدنی‌های الکلی، از جمله شراب، آبجو یا مشروبات الکلی، یک عامل خطر برای سرطان سینه و همچنین دیگر اشکال سرطان است. نوشیدن الکل سالیانه باعث بیش از ۱۰۰٬۰۰۰ مورد ابتلا به سرطان سینه در سراسر جهان می‌شود. به‌طور جهانی، تقریباً یک مورد از هر ۱۰ مورد سرطان سینه ناشی از مصرف نوشیدنی‌های الکلی توسط زنان است. مصرف نوشیدنی‌های الکلی یکی از رایج‌ترین عوامل خطر قابل تغییر است.
مرکز جهانی تحقیقات سرطان اعلام کرده است که شواهد علمی کافی برای طبقه‌بندی نوشیدنی‌های الکلی به عنوان عامل سرطان‌زای گروه ۱ که باعث سرطان سینه در زنان می‌شود، وجود دارد. عوامل سرطان‌زای گروه ۱، موادی هستند که شواهد علمی واضحی دارند که نشان می‌دهند باعث سرطان می‌شوند، مانند کشیدن سیگار.
زنی که به‌طور متوسط دو واحد الکل در روز مصرف می‌کند، ۱۳٪ خطر بیشتری برای ابتلا به سرطان سینه نسبت به زنی که به‌طور متوسط یک واحد الکل در روز مصرف می‌کند، دارد. حتی مصرف کم الکل – یک تا سه نوشیدنی در هفته – نیز خطر ابتلا به سرطان سینه را افزایش می‌دهد.
همچنین احتمال مرگ ناشی از سرطان سینه در افرادی که زیاد الکل مصرف می‌کنند، بیشتر از افرادی است که الکل مصرف نمی‌کنند و افرادی که کم الکل مصرف می‌نمایند. همچنین، هر چه یک زن الکل بیشتری مصرف کند، احتمال تشخیص عود بیماری پس از درمان اولیه بیشتر می‌شود.

## مکانیسم
مکانیسم‌های افزایش خطر سرطان سینه ناشی از الکل هنوز به‌طور کامل مشخص نیستند و ممکن است شامل موارد زیر باشند:
- افزایش سطح استروژن و آندروژن‌ها[۸]
- افزایش حساسیت غده‌های پستان به مواد سرطان‌زا[۸]
- افزایش آسیب به DNA در بافت پستان[۸]
- پتانسیل متاستاتیک بیشتر سلول‌های سرطان سینه[۸]

مقدار این مکانیسم‌ها احتمالاً به میزان الکل مصرفی بستگی دارد.
حساسیت به خطر سرطان سینه ناشی از الکل ممکن است همچنین توسط عوامل غذایی دیگر (مانند کمبود فولات)، عادات زندگی (شامل استفاده از درمان هورمونی) یا ویژگی‌های بیولوژیکی (مانند بیان گیرنده‌های هورمونی در سلول‌های توموری) افزایش یابد.

## نوشیدن سبک و متوسط

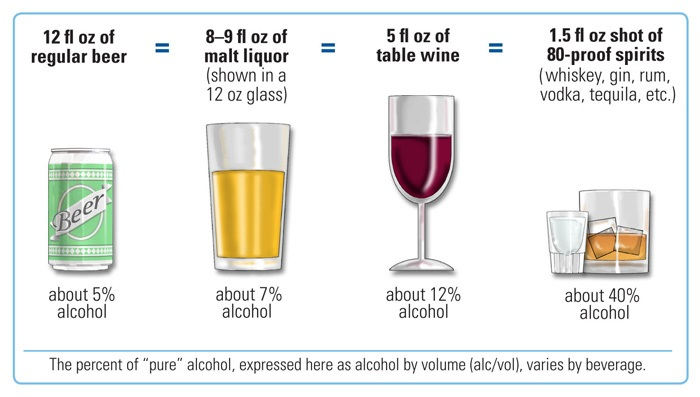
انواع نوشیدنی‌های الکلی، از جمله آبجو، شراب یا مشروبات الکلی، باعث سرطان سینه می‌شوند.

نوشیدن مشروبات الکلی حتی در میان مصرف‌کنندگان کم نیز خطر ابتلا به سرطان سینه را افزایش می‌دهد (زنان که کمتر از نیم نوشیدنی الکلی در روز مصرف می‌کنند). خطر ابتلا در میان مصرف‌کنندگان زیاد در بالاترین میزان قرار دارد.
نوشیدن سبک به معنای یک تا سه نوشیدنی الکلی در هفته است، و نوشیدن متوسط تقریباً یک نوشیدنی در روز است. هر دو نوع نوشیدن سبک و متوسط با خطر بالاتری برای تشخیص سرطان سینه مرتبط است. با این حال، خطر افزایش یافته ناشی از نوشیدن کم الکل کمتر از خطر ناشی از مصرف زیاد است.

## در دختران، مادران الکلی
مطالعات نشان می‌دهند که نوشیدن الکل در دوران بارداری ممکن است بر احتمال ابتلا به سرطان سینه در دختران تأثیر بگذارد. «برای زنانی که باردار هستند، مصرف الکل، حتی به میزان متوسط، ممکن است از طریق کاهش ملاتونین یا مکانیسم دیگری، منجر به افزایش سطح استرادیول در گردش خون شود. این ممکن است بر بافت در حال توسعه پستان تأثیر بگذارد به گونه‌ای که خطر ابتلا به سرطان سینه در دختران که ماردان آنها مصرف‌کننده الکل هستند، افزایش یابد.»

## عود
نوشیدن یا عدم نوشیدن الکل به تنهایی تعیین‌کننده این نیست که آیا سرطان سینه پس از درمان عود خواهد کرد یا خیر. با این حال، هر چه یک زن بیشتر الکل مصرف نماید، احتمال عود سرطان بیشتر می‌شود.

## در مردان
در مردان، سرطان سینه نادر است و شیوع آن کمتر از یک مورد در هر ۱۰۰٬۰۰۰ مرد است. مطالعات جمعیتی نتایج متناقضی دربارهٔ مصرف بیش از حد الکل به عنوان یک عامل خطر ارائه داده‌اند. یک مطالعه نشان می‌دهد که مصرف الکل ممکن است خطر را به میزان ۱۶٪ به ازای هر ۱۰ گرم مصرف روزانه الکل افزایش دهد. در حالی که دیگر مطالعات هیچ تأثیری نشان نداده‌اند، هرچند این مطالعات جمعیت‌های کوچکی از الکلی‌ها را بررسی کرده‌اند.

## اپیدمیولوژی
در سطح جهانی، مصرف الکل سالانه باعث تشخیص تقریباً ۱۴۴٬۰۰۰ زن به سرطان سینه می‌شود. تقریباً ۳۸٬۰۰۰ زن هر سال به دلیل سرطان سینه ناشی از الکل جان خود را از دست می‌دهند. حدود ۸۰٪ از این زنان مصرف‌کنندگان سنگین یا متوسط الکل بودند.